# Deutscher Tag

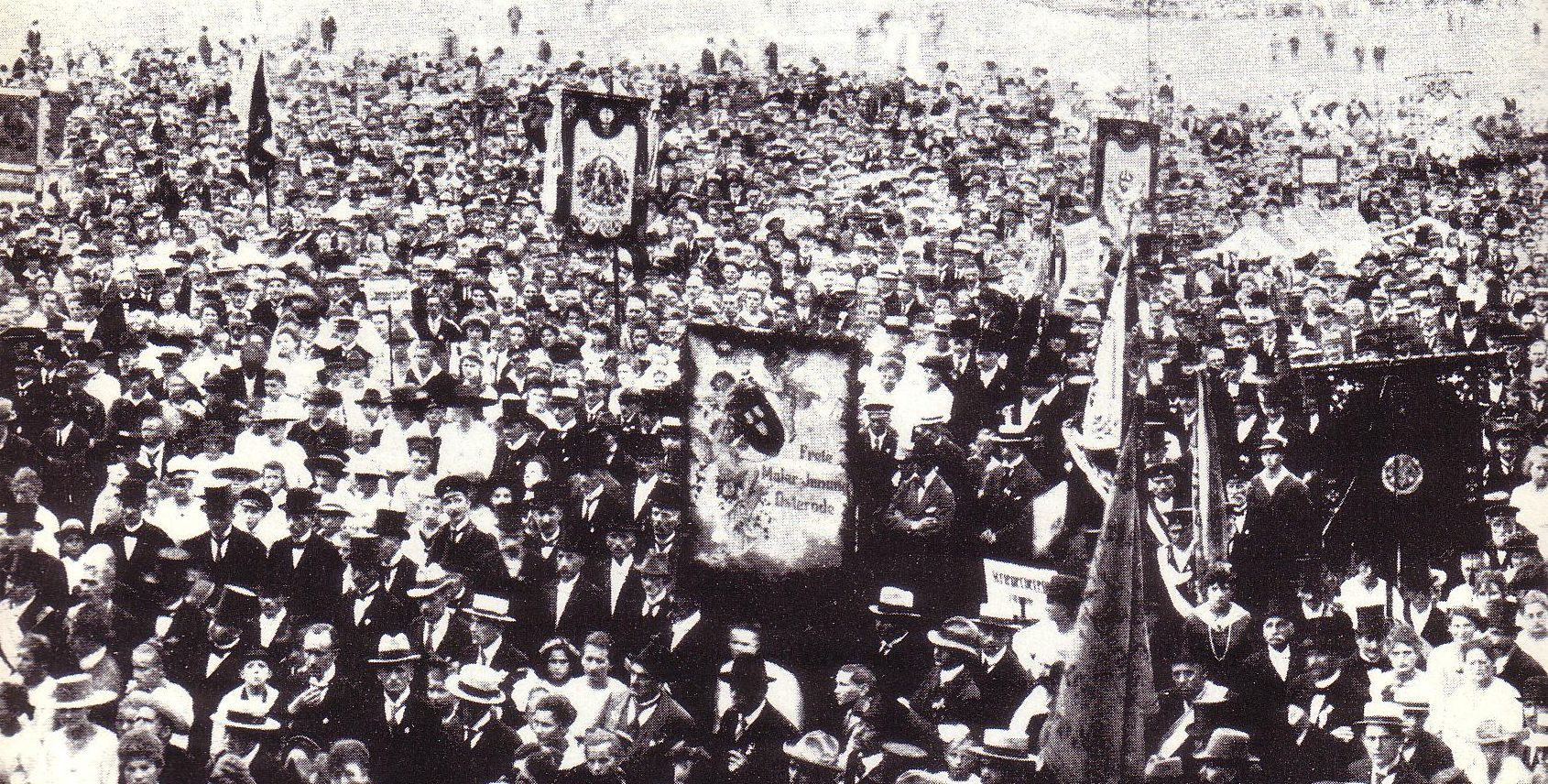
Deutscher Tag à Osterode, à l'époque en province de Prusse-Orientale, en 1920.

Le terme allemand Deutscher Tag ou der Deutsche Tag (en français : « la Journée allemande ») désigne, au sens strict, des rassemblements annuels majeurs qui se sont tenus de 1920 à 1922 en Allemagne sous la République de Weimar, principalement organisés par le Deutschvölkischer Schutz- und Trutzbund, une organisation politique allemande antisémite et völkisch. Dans un sens plus large, il désigne aussi d'autres événements de diverses associations völkisch, nationalistes ou paramilitaires dans les années 1920, qui se situent dans la continuité du Schutz-und-Trutzbund. Le terme désigne également, à l'époque actuelle, des événements organisés par des Allemands vivant à l'étranger.
La manifestation la plus connue est le Deutscher Tag de Cobourg, qui a eu lieu les 14 et 15 octobre 1922 : c'est là que la Sturmabteilung (SA) du Parti national-socialiste des travailleurs allemands (NSDAP) effectue son premier rassemblement en masse et se livre à des combats de rue avec des opposants de gauche dans la ville qui est alors un fief socialiste (plus tard national-socialiste). Ces événements seront plus tard glorifiés par la propagande nazie comme une étape décisive de la période dite « de lutte » (Kampfzeit (de)).

## Eisenach, 1913
Un rassemblement précurseur des Deutschen Tage a lieu le 5 octobre 1913 à Eisenach. Le but de la manifestation, organisée par Wilhelm Schäfer-Karlshorst et Adolf Bartels est de « réaliser une organisation complète du travail du mouvement völkisch ». Pour participer, les manifestants doivent présenter un « certificat de pureté du sang » (Blutsbekenntnis).
Lors de l'événement, un « appel au peuple allemand » est lancé et de nombreuses associations se joignent à la formation d'une union nationale allemande deutschvölkisch avec pour siège Berlin, cependant l'initiative n'est pas suivi d'effet à long terme. En sa qualité de membre du « Comité sur les Juifs » pangermaniste alldeutsch, l'agitateur antisémite Alfred Roth (de) demande le 25 novembre 1918 à ses membres à travers une pétition, « Réflexions sur la question juive », de s'appuyer sur les réunions d'Eisenach pour créer une organisation centrale nationale. Roth déclare plus tard que l'échec est dû à « l'ambiguïté des buts » et au manque de « personnalités de premier plan ».

## Deutschvölkischer Schutz- und Trutzbund
À l'origine, le Deutscher Tag devait être une organisation conjointe du Deutschvölkischer Schutz- und Trutzbund et du Forum des dirigeants des associations völkisch allemandes (Gemeinschaft deutschvölkischer Bünde) et fonctionner comme une « Chambre pour le peuple allemand » et répondre aux « questions vitales du peuple allemand » en se basant sur des théories raciales, mais l'initiative ne dépasse pas le stade du projet. Ainsi, lors de la première manifestation à Weimar, le Deutscher Tag fait office de conférence représentative du Schutz- und Trutzbund, et en même temps de convention générale des alliances völkisch allemandes.
En outre, ces événements constituent des manifestations solennelles visant à exalter le sentiment national et völkisch en rassemblant des milliers de participants venus de toutes les régions du Reich. Elles incluent des services religieux, des représentations théâtrales, des soirées de lecture commune, des discours, des marches et des saluts au drapeau.

### Weimar, 1920
Du 1er au 3 octobre 1920, le Deutscher Tag se tient à Weimar. Les mouvements völkisch restent entre eux et se consacrent à des questions d'organisation. Ainsi, les Gauleiter, représentants locaux du Schutz-und Trutzbund, se rassemblent en un comité consultatif qui se joint au conseil fédéral afin d'assurer des liens plus forts entre les districts régionaux et la direction fédérale, et convoque désormais les réunions du conseil. On décide que les cotisations des adhérents seront recueillies par les districts et groupes locaux et que les adhérents recevront les journaux d'information du Parti du peuple allemand, expédiés par la direction fédérale.
La direction du Schutz-und Trutzbund est par ailleurs amené à réagir aux accusations du cercle de travail berlinois nationaliste de Bernhard Koerner (de) et du major Voigt qui accusent les dirigeants Alfred Roth et Gertzlaff von Hertzberg (de) de s'être laissés influencer par la franc-maçonnerie et les Jésuites : la direction effectue alors une annonce publique où elle affirme ne subir aucune influence de cette sorte et que ses membres n'appartiennent à aucune loge maçonnique, l'annonce ayant aussi pour but de répondre aux accusations des représentants bavarois et du Gauleiter Ernst Mik, un courant sécessionniste qui a relayé et s'est appuyé sur les accusations du groupe berlinois.
La manifestation se concentre sur plusieurs autres thèmes, dont la « suppression de l'esclavage de l'intérêt », érigée en principe général du Schutz-und Trutzbund, et une « politique culturelle allemande völkisch ». Le théologien antisémite Friedrich Andersen (de), promu spécialiste de la « religion allemande » dans l'organisation du Deutscher Tag se charge de tenir des prêches allemands völkisch.

### Detmold 1921
Le congrès de Detmold qui se tient en octobre 1921 est essentiellement consacré à des questions internes, dont la situation financière déplorable en raison de la mauvaise remontée des cotisations ; on décide donc que celles-ci seront à nouveau recueillies par les instances centrales du mouvement situées à Hambourg, ainsi que des hausses de cotisation.
Le propagandiste antisémite Artur Dinter y tient un discours devant le Hermannsdenkmal où il s'en prend au traité de Versailles, aux Alliés de la Première Guerre mondiale et à la politique étrangère sous la république de Weimar. Il ajoute :

« Nous ne nous connaîtrons pas le repos jusqu'à ce que la Haute-Silésie soit à nouveau totalement et indivise au sein du Reich allemand. Nous ne nous connaîtrons pas le repos tant que Poznan, Dantzig, le Schleswig-Holstein, l'Alsace-Lorraine et la Sarre ne seront pas à nouveau allemands ! Nous ne nous connaîtrons pas le repos tant que le dernier scélérat noir n'aura pas encore disparu de Rhénanie et que tout le Rhin sera à nouveau libre et allemand à nouveau ! Nous ne nous connaîtrons pas le repos tant que le dernier Français n'aura pas dégagé de chaque pouce de terre allemande ! Nous ne payerons plus un sou de plus pour le Traité des mensonges de Versailles ! Qu'ils viennent chercher eux-mêmes leurs milliards d'or ! Nous y répondrons avec tous les moyens que possède un grand peuple désarmé, torturé à mort, mais qui n'a pas perdu son honneur [...] Nous sommes insurmontables quand nous sommes unis, même désarmés !... Ici, aux pieds d'Hermann le libérateur, jurez « Plutôt mort que slave ». »

Adolf Hitler a déjà participé comme orateur à des rassemblements du Schutz- und Trutzbund. Pour celui de Detmold, le nazi de Basse-Saxe Gustav Seifert lui adresse une invitation mais Hitler refuse, tout comme il refuse l'idée d'envoyer des représentants du NSDAP. Seifert, responsable du groupe local du NSDAP à Hanovre, se présente alors à Detmold pour fustiger « la tiédeur et l'indifférence des partisans du Schutzbund », ce en quoi il a été incité par Hitler, qui déclare à propos du Deutscher Tag : « Nous devrions nous réjouir si ce rassemblement permettait à l'aile radicale de faire une percée ».

### Cobourg, 1922
Le rassemblement de Cobourg du 14 au 15 octobre 1922, s'il est un succès de propagande pour le mouvement völkisch, voit néanmoins le déclin du Schutz- und Trutzbund comme force principale, désormais supplanté par le NSDAP, et dans une moindre mesure par le Parti populaire allemand de la liberté.
L'assassinat de Walther Rathenau le 24 juin a entraîné l'interdiction du Schutz-und Trutzbund dans la plupart des régions du Reich allemand en application de la loi de protection de la République. Un rassemblement de protestation est alors organisé à Coburg par les associations bavaroises du Schutz- und Trutzbund sous la direction du Gauleiter Hans Dietrich (le Schutz- und Trutzbund n'est pas interdit par l'État de Bavière qui s'est refusé à appliquer la loi de protection) et par les associations dirigées par Alfred Roth, et auquel participent environ quatre mille personnes, dont des personnalités comme Charles-Édouard de Saxe-Cobourg et Gotha.

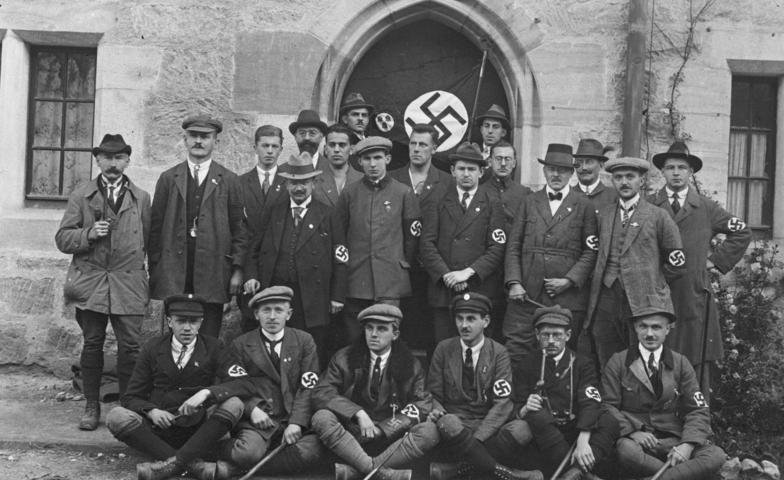
Délégation du NSDAP, portant le brassard à croix gammée, Cobourg ; tout à gauche en chapeau : Oskar Körner, deuxième président du parti, mort lors du putsch de la Brasserie.

Cette fois-ci, le NSDAP paraît en grand nombre, avec Hitler, la direction du parti nazi, et une troupe de plusieurs centaines de SA. L'invitation vient de la direction du Schutz- und Trutzbund, qui désire montrer à ses adhérents « comment mobiliser des troupes de choc et contrôler la foule en utilisant ses propres forces ». Cette invitation, médiatisée par Max Amann, n'est destinée à l'origine qu'à « quelques messieurs », mais est étendue par Dietrich, à qui la direction du NSDAP demande par l'intermédiaire d'Amann un prix de groupe pour la participation de 600 personnes. Dietrich accepte à la condition qu'Hitler vienne en personne à Cobourg. Et effectivement, Hitler vient alors en train spécial accompagné d'environ 650 SA, un orchestre et son entourage, comprenant Dietrich Eckart, Hermann Esser, Anton Drexler, Christian Weber, Ulrich Graf, Alfred Rosenberg, Kurt Lüdecke (en), Rudolf Jung (en), Hans Ulrich Klintzsch (en) et Julius Streicher.
Peu de temps après l'arrivée des nazis, de violents affrontements ont lieu à Cobourg avec des contre-manifestants des quartiers ouvriers, de la zone industrielle, ainsi que du sud de la Thuringe, et se poursuivent deux jours durant, y compris la nuit. Plusieurs personnes sont blessées dans les deux camps et dans les rangs de la police (composée de la police de la ville de Cobourg et de la police de l'État bavarois), qui agit avec hésitation en raison du dimanche sanglant de Cobourg (de) survenu récemment le samedi 3 septembre 1921. Dans l'ensemble, la SA marque la manifestation de sa présence, en assurant le service d'ordre de la brasserie accueillant les manifestants, et en organisant une marche à la forteresse Veste Coburg, qu'Hitler choisit à l'encontre du programme officiel annoncé.

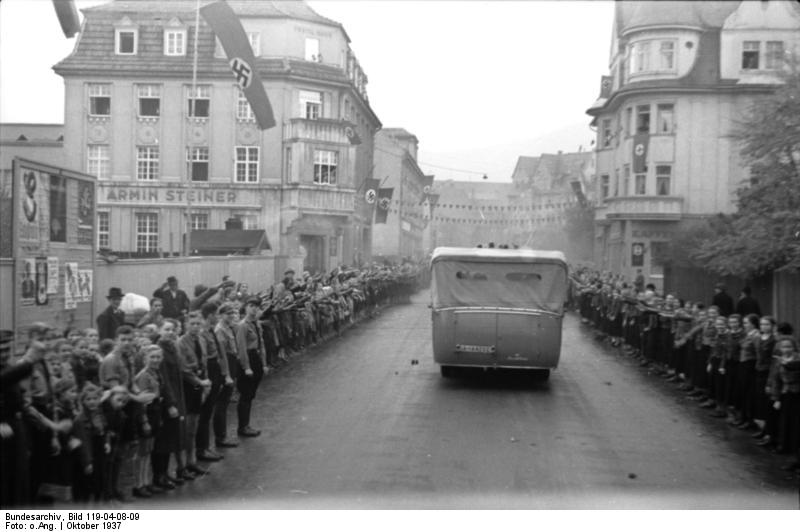
Colonne de véhicules du groupe local du NSDAP de Cobourg, octobre 1937.

La Journée allemande de Cobourg sera exploitée par la propagande nationale-socialiste et nommée « Marche sur Cobourg », une allusion à la « Marche sur Rome » des fascistes italiens qui a également lieu en octobre 1922, et revêt pour le NSDAP une importance particulière à plusieurs égards : le parti nazi se manifeste pour la première fois de façon massive en dehors de Munich, il attire l'attention de la presse dans toute l'Allemagne et même à l'étranger, il a l'occasion de montrer la force paramilitaire des SA, et également sa force politique car les autorités locales ont fait preuve de tolérance envers les nationaux-socialistes en rendant les mouvements de gauche responsables des émeutes de Cobourg, et entraîne dans son sillage des adhésions au parti venues du camp völkisch. Ainsi, Julius Streicher passe du DSP au NSDAP et fonde le groupe local nazi de Nuremberg le 20 octobre. À Cobourg même, lieu de pèlerinage national-socialiste jusqu'à la fin de la dictature, le groupe local est fondé le 14 janvier 1923.
Dans Mein Kampf, Hitler revient sur les événements de Cobourg, reprenant le récit de Rosenberg dans le Völkischer Beobachter du 18 octobre 1922, souligne une victoire contre la gauche et l'interprète comme un moment historique. Pour les SA, la journée de Cobourg se traduit par l'introduction d'un uniforme avec couvre-chef et veste, ainsi que l'adhésion en nombre de nouveaux membres : ainsi, la SA mobilisera plus de 5 000 hommes pour le premier congrès du parti à Munich le 27 janvier 1923.
Au Parlement régional bavarois, les événements de Cobourg sont l'objet d'un vaste débat les 21 et 22 novembre, déclenché par une question du social-démocrate Franz Klingler qui porte de lourdes accusations contre le gouvernement régional, accusations rejetées par le ministre de l'Intérieur Franz Schweyer. Les autorités de Berlin, telles que le Ministère de l'Intérieur du Reich et le Commissariat du Reich pour la surveillance de l'ordre public, se penchent également sur les événements de Cobourg. Un article du journal social-démocrate Münchener Post (de) et un rapport anonyme envoyé au commissaire du Reich serviront de documents de départ à l'État libre de Prusse pour motiver l'interdiction du NSDAP, finalement mise en œuvre par Carl Severing le 15 novembre.
En 1932, à l'occasion du dixième anniversaire du Deutscher Tag de Cobourg, Hitler remet l'insigne de Cobourg aux participants de l'époque, insigne classé deuxième après l'ordre du sang dans la hiérarchie des distinctions nationales-socialistes.

## 1923

### Nuremberg

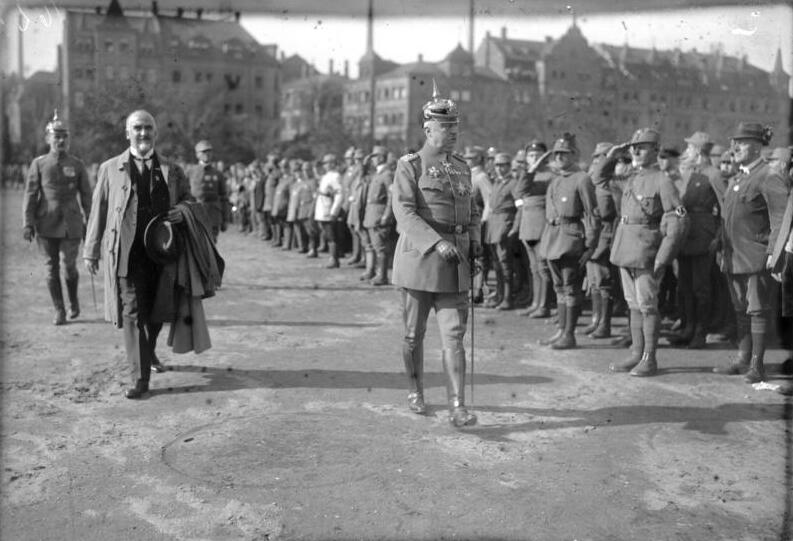
Ludendorff prêt à partir à la tête d'un défilé de nationaux-socialistes.

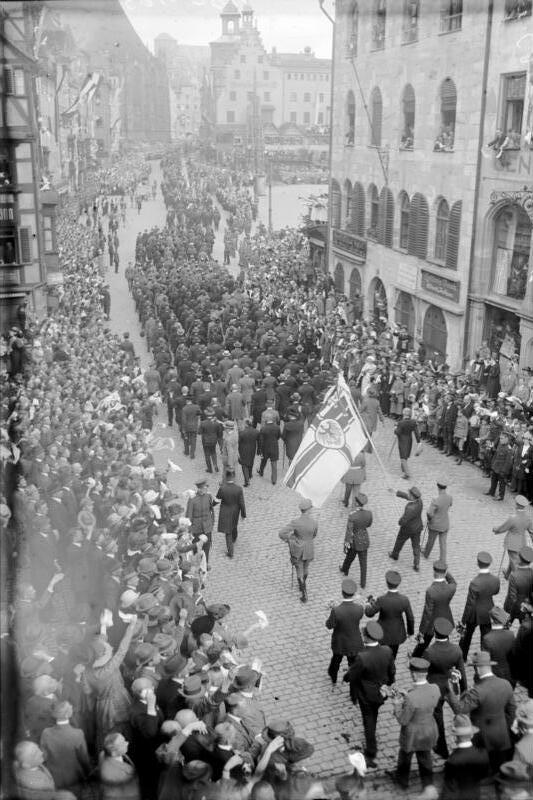
Défilé dans les rues de Nuremberg, 2 septembre 1923.

Le Deutscher Tag qui se tient à Nuremberg du 1er au 2 septembre 1923 est l'occasion d'une grande parade des mouvements paramilitaires völkisch lors d'un Jour de Sedan, une commémoration à laquelle participent plusieurs dizaines de milliers de membres d'organisations paramilitaires menés par Hitler, Adolf Heiß (de), Friedrich Weber, Otto Pittinger (en) et Streicher. Parmi les invités d'honneur, on compte Louis-Ferdinand de Bavière, Erich Ludendorff, Christian Roth, Theodor Fritsch, Johannes Reinmöller, Reinhard Scheer et Charles-Édouard de Saxe-Cobourg et Gotha. La police dénombre 100 000 manifestants. À côté des troupes paramilitaires (SA, Wehrverband Reichsflagge (de), Bund Wiking, corps franc de l'Oberland (de), Bund Bayern und Reich...) on trouve des membres de la police régionale, des corporations étudiantes et des organisations de jeunesse.
Une des conséquences les plus significatives de la manifestation de Nuremberg est la formation d'une organisation paramilitaire, le Deutscher Kampfbund, qui réunit les SA de Hermann Göring, le Bund Reichsflagge d'Adolf Heiß et la ligue Oberland de Friedrich Weber, à la tête duquel sont placés Hermann Kriebel et Max Erwin von Scheubner-Richter, avant qu'Hitler n'en prenne le contrôle le 25 septembre 1923. Le Kampfbund est dissous à la suite de l'échec du putsch de la Brasserie dans lequel il était impliqué, ses armes sont saisies et les entraînements militaires sont interdits.

### Bayreuth
Le Deutschter Tag de Bayreuth se tient le 30 septembre 1923, organisé par la branche locale du NSDAP fondée en janvier 1923. L'autorisation de la manifestation est délivrée contre l'ordre de Gustav von Kahr qui a interdit le 27 septembre les réunions politiques publiques. L'événement est centré autour de la personne de Hitler, et parmi les invités, on trouve le maire de la ville, Albert Preu, des politiciens locaux ainsi que Siegfried et Winifred Wagner.
La journée commence par un service religieux et la consécration du drapeau devant les portes de la ville. Le défilé dans le centre de Bayreuth, auquel assistent des milliers de spectateurs, est précédé d'une fanfare de la Reichswehr - contrairement aux ordres du ministre de la Reichswehr Otto Geßler qui a interdit la participation d'unités militaires du Reich à des événements politiques. Après plusieurs arrêts, on rend hommage aux victimes de la Première guerre mondiale, puis le défilé s'achève devant le Nouveau Palais, où se rassemblent les dirigeants des organisations. La manifestation rassemble entre 5000 et 10000 personnes, sans débordements.
Accessoirement, Bayreuth marque la première rencontre de Hitler avec la famille Wagner avec laquelle il est entré en contact par l'entremise du fabricant allemand de pianos Edwin Bechstein (qui introduit également Hitler dans les cercles de la haute société à Munich et à Berlin). Il y rencontre le théoricien racialiste Houston Stewart Chamberlain, est invité à Wahnfried par Winifred Wagner (qui deviendra une de ses proches), visite la propriété et se rend sur la tombe de Richard Wagner. Chamberlain écrira une lettre de remerciements à Hitler qui sera désormais un invité régulier de la famille Wagner.

## Après 1923
Après l'échec du Putsch de la brasserie en novembre 1923 et l'interdiction du NSDAP et de la SA, les nationaux-socialistes renoncent un temps aux démonstrations de force paramilitaires, et les Deutschen Tage perdent en importance politique après 1923, bien qu'il en subsiste localement.

### Halle, 1924

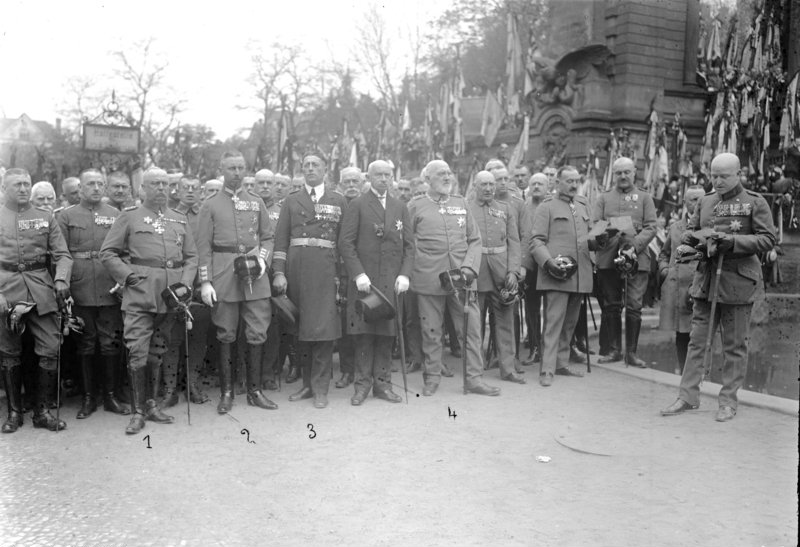
Erich Ludendorff (1), Oscar de Prusse (2), Felix von Luckner (3), et Josias von Heeringen (4) à la manifestation de Halle.

Le rassemblement de 1924 a lieu à Halle le 11 mai. Hitler est alors encore en détention à la forteresse de Landsberg, les nationaux-socialistes et les organisations völkisch restent en retrait, et le devant de la scène est occupé par le 
Stahlhelm dont le dirigeant Theodor Duesterberg tient un discours promettant de combattre victorieusement la « terreur rouge » dans la rue. Sont également présents Ludwig von Schröder, Reinhard Scheer, Felix von Luckner, August von Mackensen, Erich Ludendorff, Georg Maercker et Oscar de Prusse. On dénombre environ 100 000 participants, dont une unité de la Reichswehr, ce dont les autorités n'ont pas été informées, sans débordements notables.

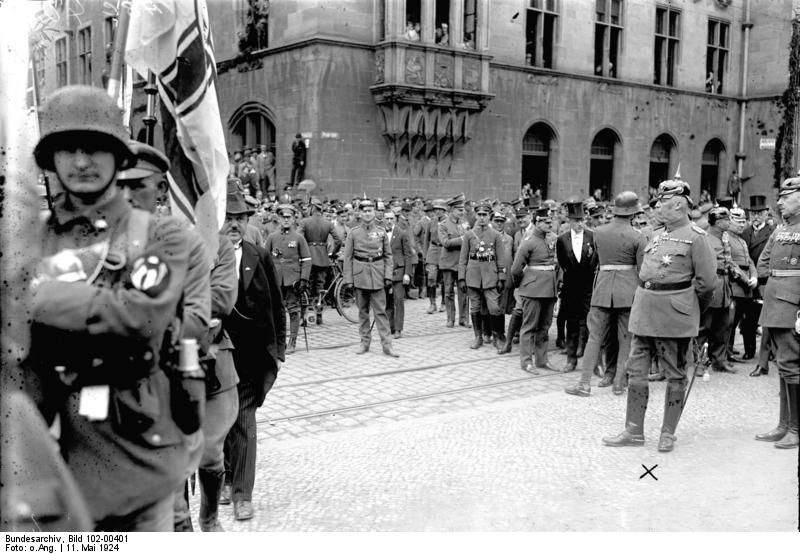
Ludendorff après les festivités.
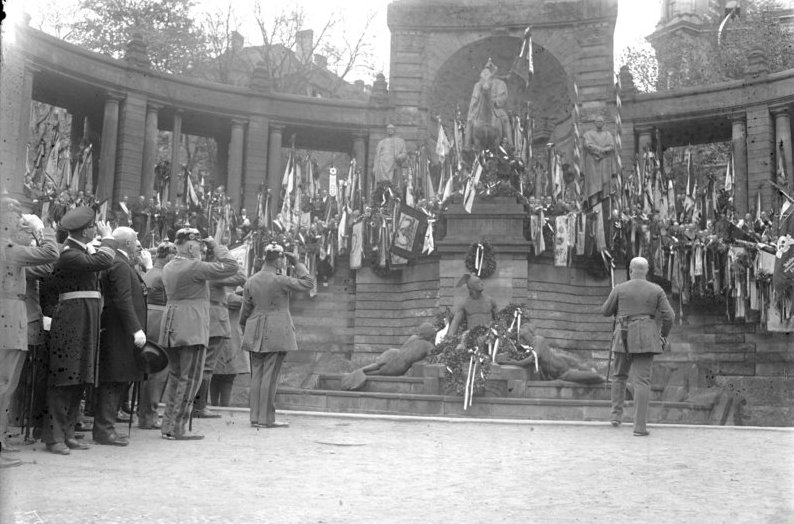
Inauguration du monument en hommage à von Moltke.
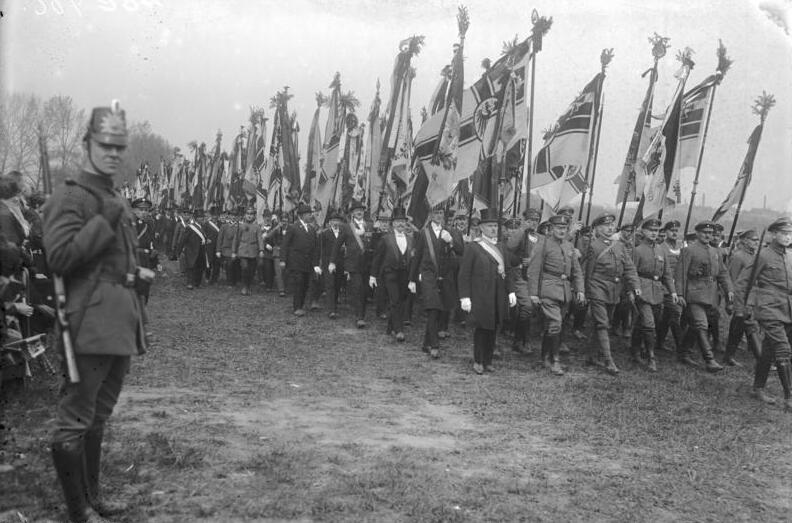
Défilé devant les tribunes.
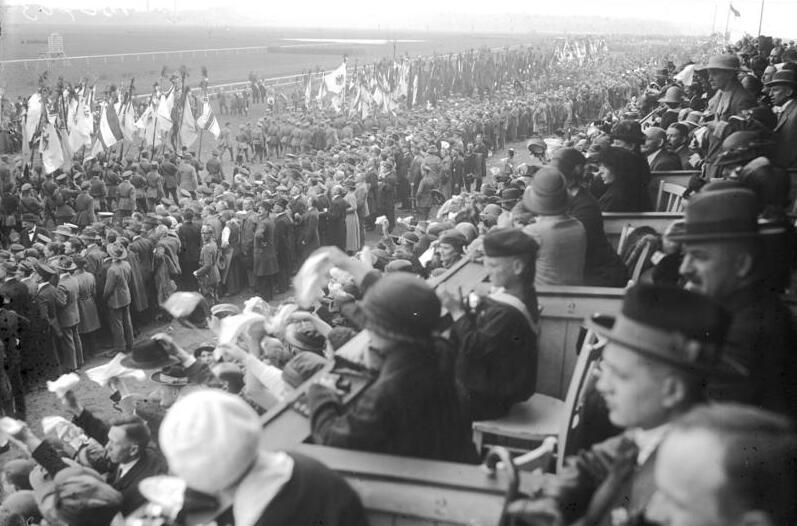
Défilé devant les tribunes.

En revanche, une contre-manifestation organisée par le Parti communiste d'Allemagne finit dramatiquement : un défilé de 2000 personnes est redirigé par la police vers la localité d'Ammendorf. Dans le quartier de Böllberg éclate une fusillade entre police et manifestants qui dure environ 40 minutes, causant plusieurs blessés et au moins un mort chez les manifestants, suivie de 467 arrestations.

### Bruchsal, 1924
À Bruchsal se tient un Deutscher Tag du 11 au 12 octobre 1924, organisé par le Deutsche Partei (Parti allemand), une organisation en fait contrôlée par le NSDAP interdit. Parmi les participants, on retrouve divers groupes völkisch : le Bund Wiking, le « Wehrwolf. Bund deutscher Männer und Frontkrieger », une association paramilitaire formée d'officiers des corps-francs, le Frontkriegerbund et le Jugendbund der Mannheimer (affilié au DNVP). On dénombre 2000 participants dont de futurs responsables du NSDAP : Robert Wagner, Walter Köhler (en) et Franz Moraller (de) : Wagner y tient un discours et Moraller y diffuse des poèmes satiriques antisémites. Le ministre de l'Intérieur Adam Remmele (en) a autorisé la manifestation sous de strictes conditions, et la police empêche que se tiennent des processions avec drapeaux, ce qui est l'objet de critiques de la population locale.

## À l'étranger

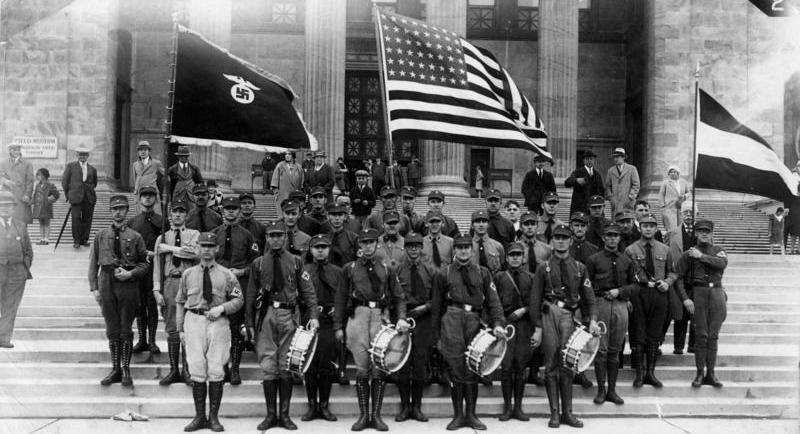
Festivités du Deutscher Tag, groupe en uniforme (semblable à celui des SA) avec drapeau à croix gammée et drapeau des États-Unis devant l'entrée du Musée Field, Chicago, mi 1931.

D'autres Deutschen Tage se tiennent en dehors du Reich allemand, organisés par des Allemands de l'étranger (Auslandsdeutsche), et ne sont pas liés aux événements organisés en Allemagne, même s'ils sont pour partie marqués par un sentiment nationaliste et völkisch.
À New York, des Deutschen Tage sont organisés par des Germano-Américains depuis 1901, on y commémore la bataille des Nations ou la fondation de Germantown, quartier de Philadelphie. À Saint-Louis ont lieu des German Days depuis les années 1980 qui deviennent de grands événements au début du XXe siècle. À Seattle, le Deutscher Tag du 18 août 1909 se déroule dans le cadre de l'Exposition Alaska-Yukon-Pacifique à l'Université de Washington : des exercices de gymnastique sont présentés, on chante Die Wacht am Rhein, et l'empereur Guillaume II envoie des félicitations par télégramme aux participants. Les Deutschen Tage de Chicago se déroulent encore aujourd'hui et on y organise un défilé en souvenir de Friedrich Wilhelm von Steuben.
De 1923 à 1937, des Deutsche Tage ont lieu à Porto Alegre, au cours desquelles des Allemands et Brésiliens commémorent, entre autres, la fondation du Reich et chantent l'hymne national brésilien et le Deutschlandlied (à partir de 1934, le Horst-Wessel-Lied). Au Canada, un grand nombre de Deutschen Tage sont organisés dans les années 1930, la plupart étant dominés par les Allemands de souche ou les nationaux-socialistes.